# Chanay
Pour les articles homonymes, voir Chanay (homonymie).
Chanay est une commune française, située dans le département de l'Ain en région Auvergne-Rhône-Alpes.

## Géographie

### Localisation
Chanay se trouve dans le Bugey, à 36 km à vol d'oiseau au sud-ouest de Genève, 30 km au nord-ouest d'Annecy, 50 km au nord de Chambéry, 35 km à l'est d'Ambérieu-en-Bugey et 23 km de Nantua.
Le sentier de grande randonnée GR 9, confondu avec le GR 509, passe dans l'ouest du territoire communal.
Chanay fait partie de l'Aire d'attraction de Genève - Annemasse (partie française), de la zone d'emploi du Genevois français et du bassin de vie de Seyssel.

### Géologie et relief
La superficie de la commune est de 18,10 km2 ; son altitude varie de 260  à   1 184 mètres.
Le col de Richemond est un col du massif du Jura, situé à 1 036 m d'altitude entre Valromey (vallée du Séran au sud-ouest) au Genevois français (vallée du Rhône au nord-est).

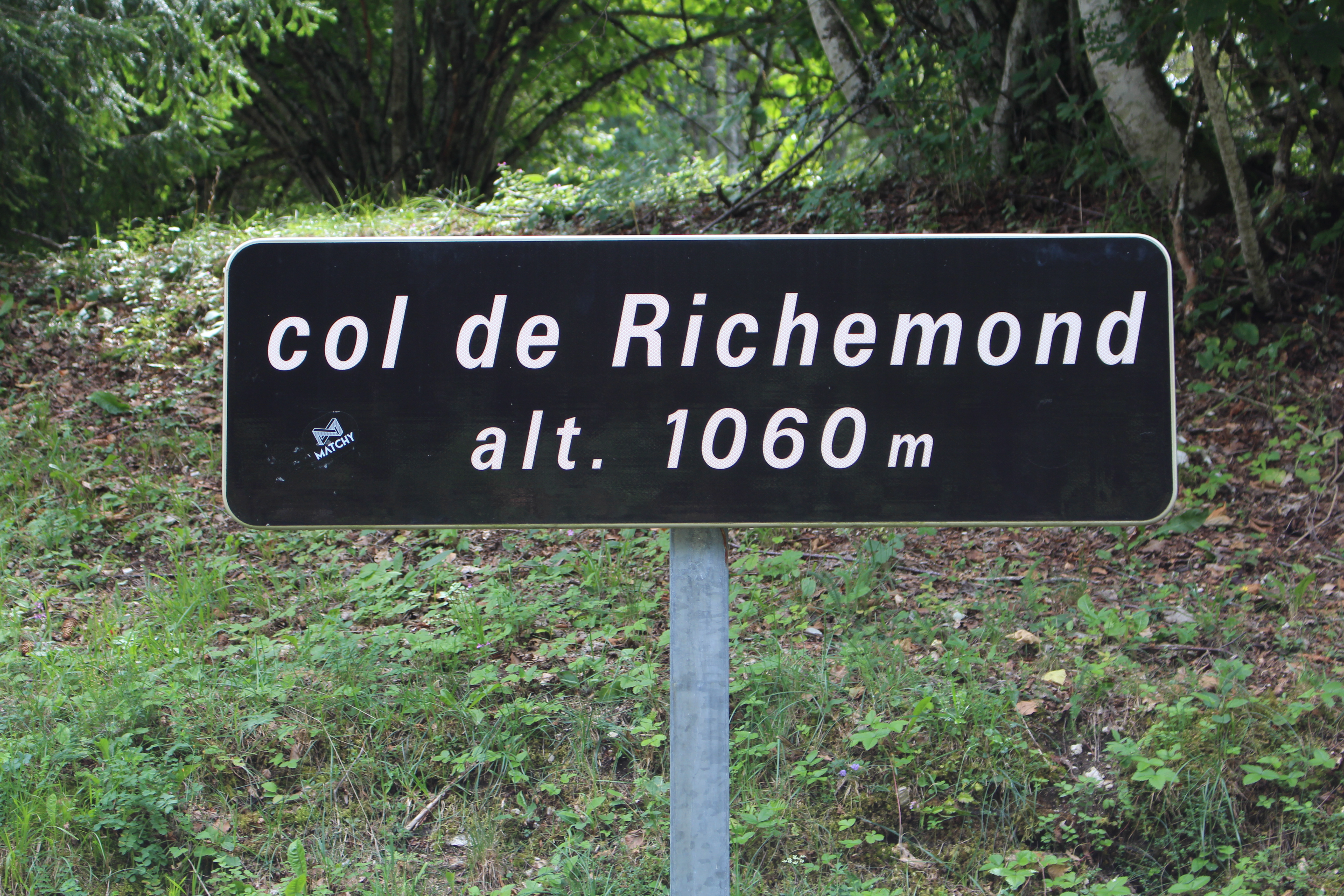

### Hydrographie

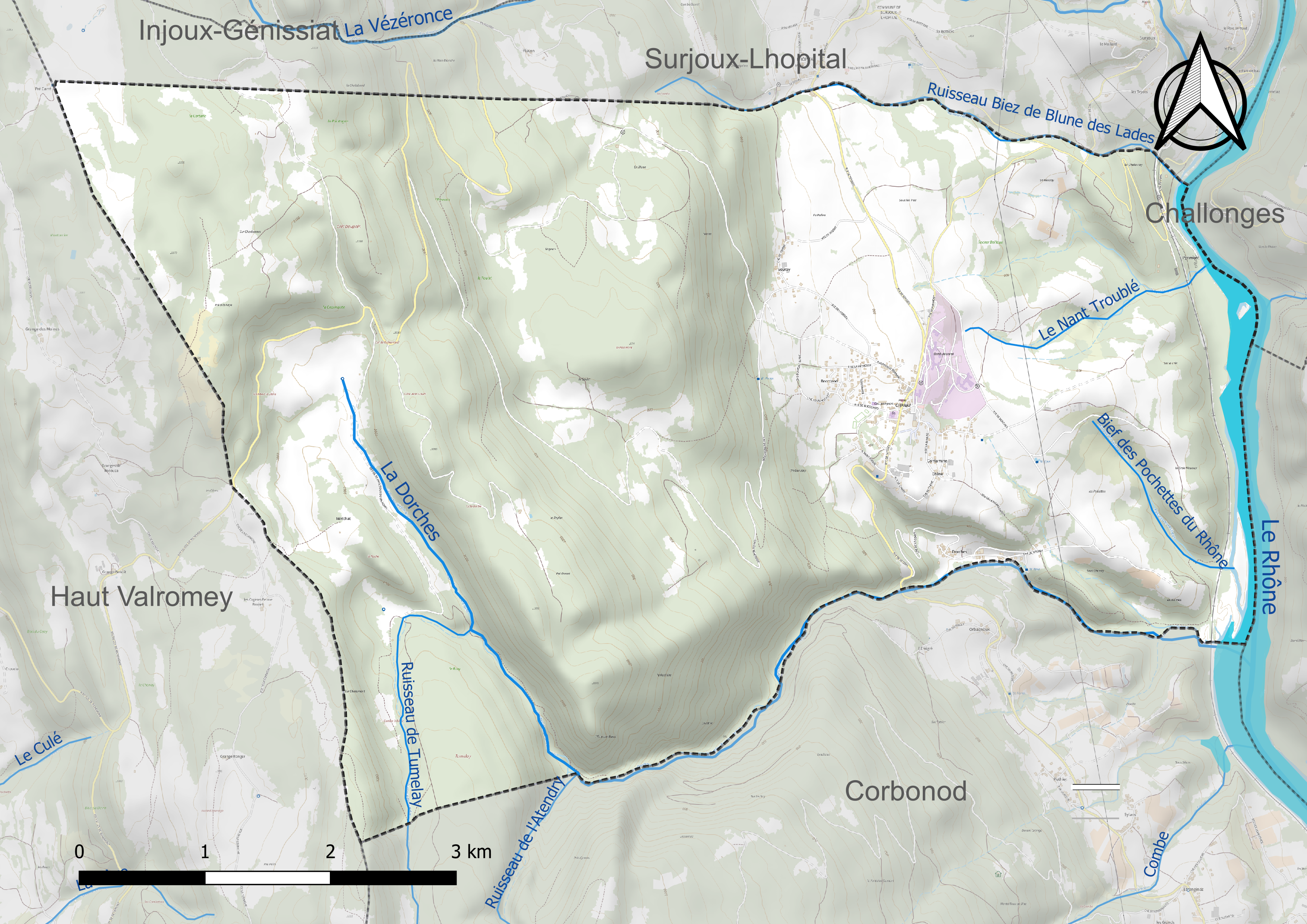
Carte hydrographique de la commune

Le lit du fleuve Rhône constitue la limite est du territoire communal.
La Dorches, qui limite au sud le territoire communal, est un affluent du Rhône.

### Climat
Pour des articles plus généraux, voir Climat d'Auvergne-Rhône-Alpes et Climat de l'Ain.
En 2010, le climat de la commune est de type climat des marges montargnardes, selon une étude du CNRS s'appuyant sur une série de données couvrant la période 1971-2000. En 2020, Météo-France publie une typologie des climats de la France métropolitaine dans laquelle la commune est exposée à un climat de montagne ou de marges de montagne et est dans la région climatique Alpes du nord, caractérisée par une pluviométrie annuelle de 1 200 à 1 500 mm, irrégulièrement répartie en été.
Pour la période 1971-2000, la température annuelle moyenne est de 10,4 °C, avec une amplitude thermique annuelle de 17,8 °C. Le cumul annuel moyen de précipitations est de 1 390 mm, avec 11,3 jours de précipitations en janvier et 8,1 jours en juillet. Pour la période 1991-2020, la température moyenne annuelle observée sur la station météorologique de Météo-France la plus proche, « Usinens Sa », sur la commune d'Usinens à 4 km à vol d'oiseau, est de 11,8 °C et le cumul annuel moyen de précipitations est de 985,3 mm,. Pour l'avenir, les paramètres climatiques de la commune estimés pour 2050 selon différents scénarios d'émission de gaz à effet de serre sont consultables sur un site dédié publié par Météo-France en novembre 2022.

## Urbanisme

### Typologie
Au 1er janvier 2024, Chanay est catégorisée commune rurale à habitat dispersé, selon la nouvelle grille communale de densité à 7 niveaux définie par l'Insee en 2022.
Elle est située hors unité urbaine. Par ailleurs la commune fait partie de l'aire d'attraction de Genève - Annemasse (partie française), dont elle est une commune de la couronne,. Cette aire, qui regroupe 158 communes, est catégorisée dans les aires de 700 000 habitants ou plus (hors Paris),.

### Occupation des sols

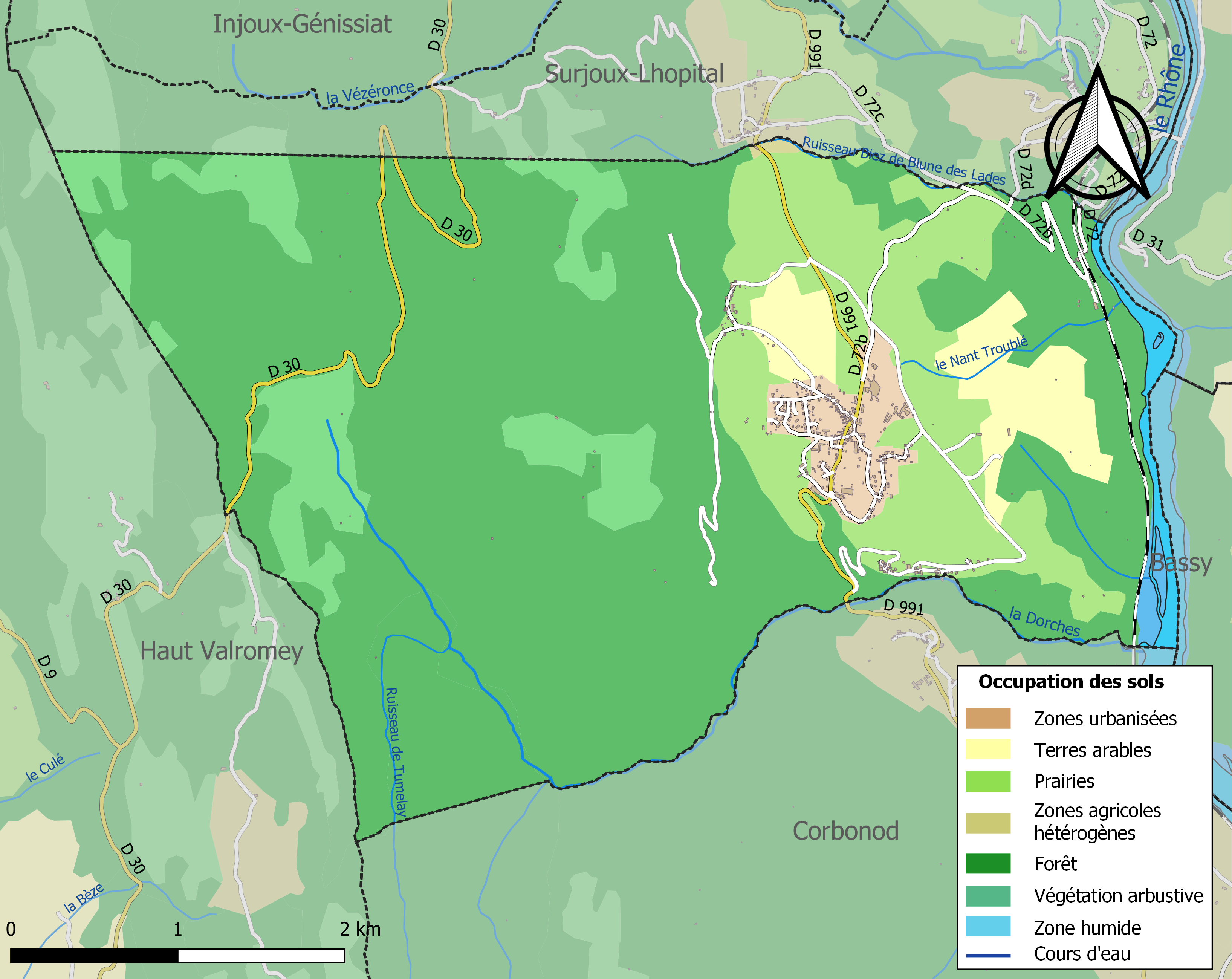
Carte des infrastructures et de l'occupation des sols de la commune en 2018 (CLC).

L'occupation des sols de la commune, telle qu'elle ressort de la base de données européenne d’occupation biophysique des sols Corine Land Cover (CLC), est marquée par l'importance des forêts et milieux semi-naturels (76,1 % en 2018), en diminution par rapport à 1990 (77,5 %). La répartition détaillée en 2018 est la suivante : forêts (67,8 %), prairies (14,4 %), milieux à végétation arbustive et/ou herbacée (8,3 %), terres arables (4,6 %), zones urbanisées (3 %), eaux continentales (1,8 %), zones agricoles hétérogènes (0,1 %).
L'évolution de l’occupation des sols de la commune et de ses infrastructures peut être observée sur les différentes représentations cartographiques du territoire : la carte de Cassini (XVIIIe siècle), la carte d'état-major (1820-1866) et les cartes ou photos aériennes de l'IGN pour la période actuelle (1950 à aujourd'hui).

### Lieux-dits, hameaux et écarts
Six hameaux sont implantés sur la commune de Chanay. Bocconod et Vovray sur les premières pentes du crêt du Nû, respectivement à 600 m à l'ouest et à 1 500 m au nord-ouest du bourg. Chêne à 1 000 m au sud, Contamines à 1 000 m à l'est, Dorches à 1 200 m au sud en descendant vers le Rhône, le long de la rivière du même nom, ancien grand nœud routier jusqu'au début du XXe siècle, et Pyrimont au bord du Rhône.

### Habitat et logement
En 2015 et 2020, le nombre total de logements dans la commune était de 300, alors qu'il était de 295 en 2010. Parmi ces logements, 77,8 % étaient des résidences principales, 11,8 % des résidences secondaires et 10,4 % des logements vacants. Ces logements étaient pour 77,2 % d'entre eux des maisons individuelles et pour 22,8 % des appartements.
Le tableau ci-dessous présente la typologie des logements à Chanay en 2020 en comparaison avec celle de l'Ain et de la France entière. Une caractéristique marquante du parc de logements est ainsi une proportion de résidences secondaires et logements occasionnels (11,8 %) supérieure à celle du département (5,5 %) et à celle de la France entière (9,7 %).
| Typologie                                               | Chanay | Ain  | France entière |
| ------------------------------------------------------- | ------ | ---- | -------------- |
| Résidences principales (en %)                           | 77,8   | 86,3 | 82,1           |
| Résidences secondaires et logements occasionnels (en %) | 11,8   | 5,5  | 9,7            |
| Logements vacants (en %)                                | 10,4   | 8,2  | 8,2            |

### Voies de communication et transports

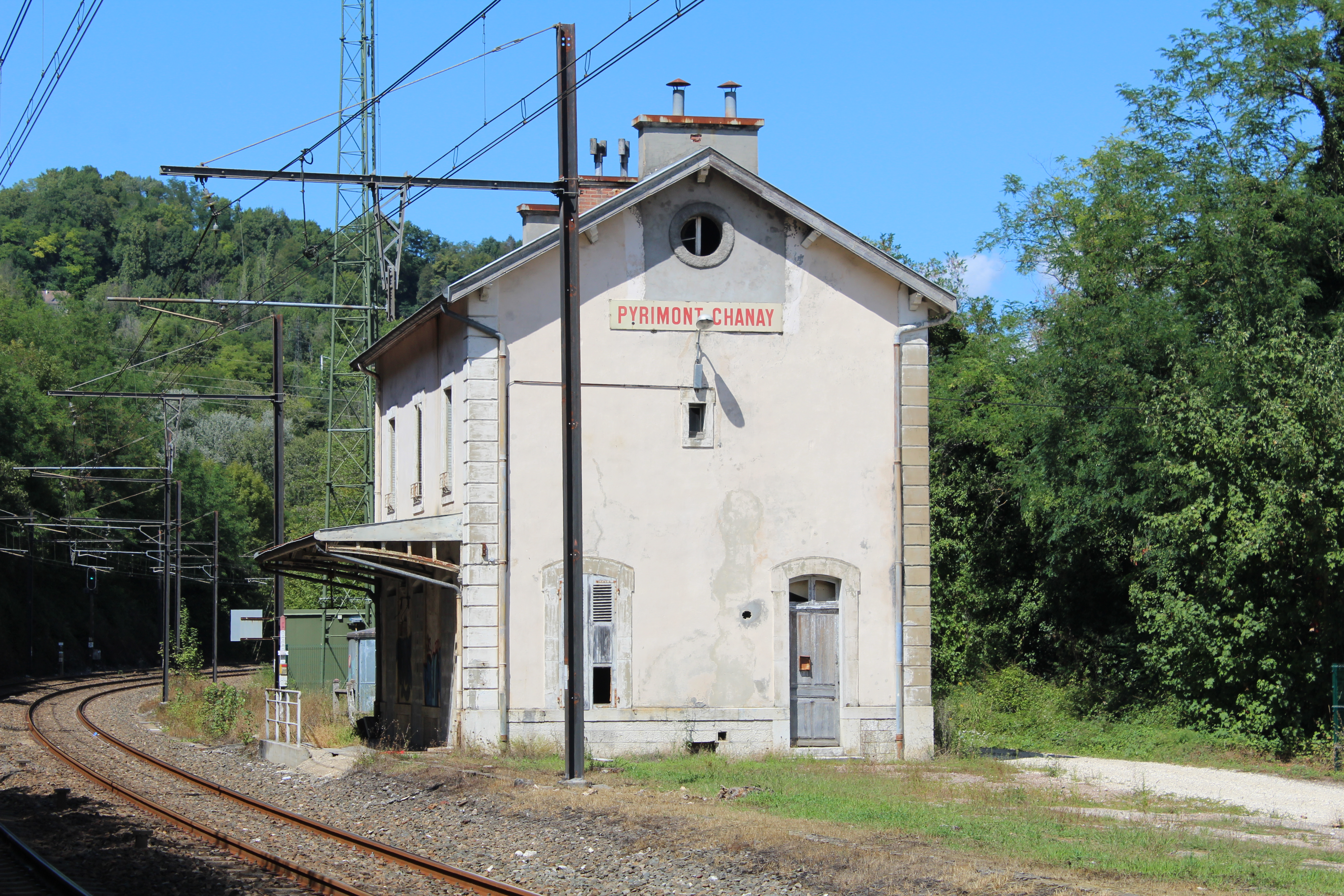
La gare de Pyrimont Chanay.

La commune est desservie par l'ancienne route nationale 491 (actuelle RD 991)  reliant Mijoux à Chambéry.
La ligne de Lyon-Perrache à Genève (frontière) passe le long du Rhône, mais la gare de Pyrimont - Chanay est fermée. La station de chemin de fer la plus proche est la gare de Seyssel - Corbonod, desservie par des trains TER Auvergne-Rhône-Alpes.

## Toponymie
Le toponyme Chanay est issu du gaulois cassanos signifiant chêne.

## Histoire

### Ancien Régime
Paroisse (Mons Chanisium, curatus de Chagnay, Chanei) sous le vocable de saint Victor. Vers 935, le comte Albitius et sa femme Odda donnèrent à l'abbaye de Nantua la montagne de Chanay, qui était leur terre de chasse. Les religieux de Nantua firent sans doute bâtir l'église mère de Chanay, car le patronage leur en fut confirmé par sentence de l’archevêque Renaud de Forez, en 1198.
Ce droit de patronage passa dans la suite aux évêques de Genève, qui nommaient à la cure aux derniers siècles.
Chanay formait deux seigneuries : celle de Chanay proprement dite et celle de Chanay-d’Izernore. La première, qui comprenait la plus grande partie de la commune, est relativement moderne, car elle ne fut inféodée qu'en 1584, par Charles-Emmanuel Ier, duc de Savoie, à Galois de Vignod, seigneur de Dorches dont les premiers seigneurs firent construire le château fort à la fin du XIe siècle. Les héritiers de Galois de Vignod la possédèrent une cinquantaine d'années indivise entr'eux, puis, jusque dans les premières années du XVIIIe siècle, avec la famille Constantin de Seyssel, qui l'acquit alors en totalité, ainsi que Chanay d’Izernore, et la possédait encore lors de la convocation des États généraux.

### Époque contemporaine
Dès 1885, les habitants des rives du Rhône demandent le remplacement du bac à traille qui assure le franchissement du fleuve, par un pont. Le pont de Pyrimont est construit de mai 1905 à décembre 1906 et est inauguré en 1907. Dans la nuit du 19 au 20 juin 1940, le pont est détruit par l'armée française, qui tente ainsi de retarder l'avancée allemande, lors de la bataille de France. Le bac à traille reprend alors du service, ceci jusqu'au début des années 1950 et la construction du second pont de Pyrimont.

Chanay au tout début du XXe siècle
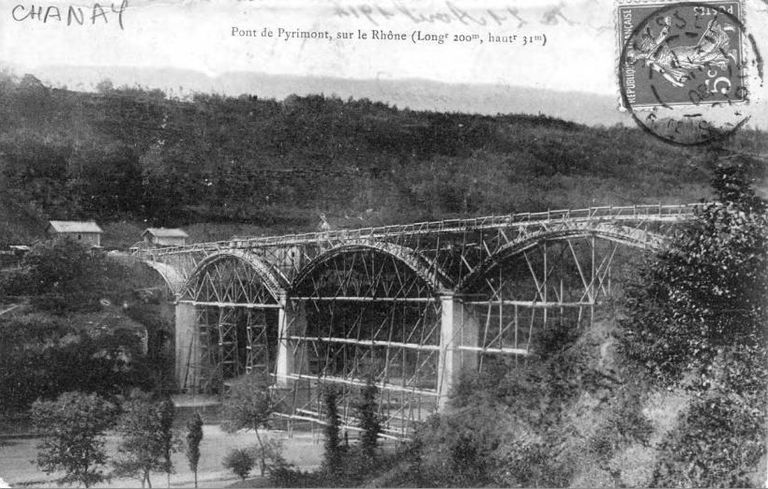
Construction du premier pont de Pyrimont
Le Rhône et le pont, en 1934.

Au cours de la Seconde Guerre mondiale, le col de Richemond a abrité un des plus importants maquis de l'Ain et du Haut-Jura. À son sommet, une stèle commémore les maquisards du col de Richemond.

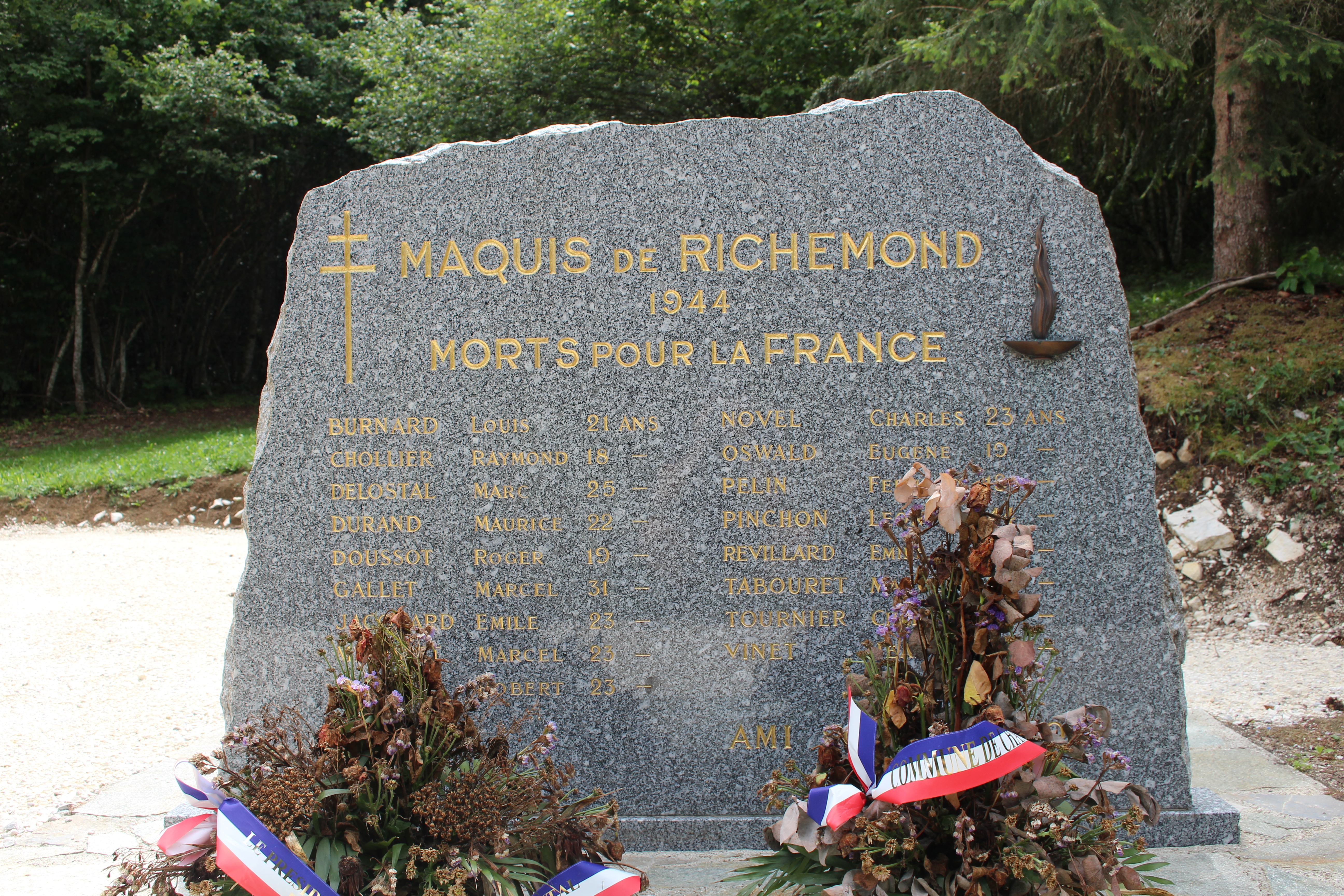
Stèle du maquis de Richemond.
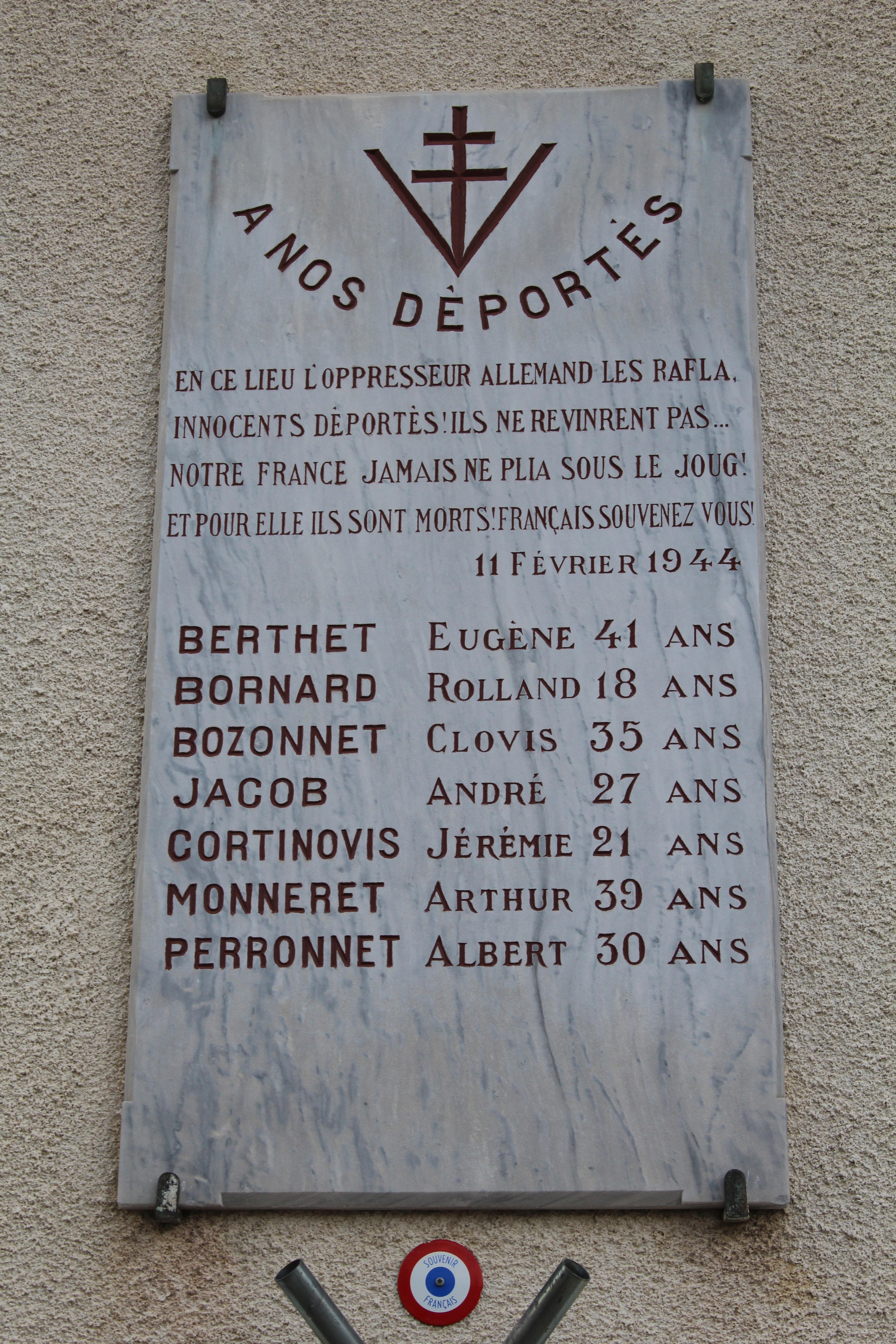
Stème sur la mairie, à la mémoire de la rafle du 11 février 1944.

## Politique et administration

### Rattachements administratifs et électoraux

#### Rattachements administratifs
La commune se trouvait dans l'arrondissement de Belley du département de l'Ain jusqu'en 2017, année où elle intègre l'arrondissement de Nantua.
Elle faisait partie depuis 1793 du canton de Seyssel. Dans le cadre du redécoupage cantonal de 2014 en France, cette circonscription administrative territoriale a disparu, et le canton n'est plus qu'une circonscription électorale.

#### Rattachements électoraux
Pour les élections départementales, la commune fait partie depuis 2014 du canton de Valserhône
Pour l'élection des députés, elle fait partie de la troisième circonscription de l'Ain depuis le dernier découpage électoral de 2010.

### Intercommunalité
Chanay est membre de la communauté de communes dénommée Terre Valserhône l'interco, un établissement public de coopération intercommunale (EPCI) à fiscalité propre créé fin 2002 et auquel la commune avait transféré un certain nombre de ses compétences, dans les conditions déterminées par le code général des collectivités territoriales.
L'intercommunalité a porté les noms de communauté de communes du Bassin Bellegardien puis de communauté de communes du Pays Bellegardien avant de prendre sa dénomination actuelle en 2024.

### Liste des maires
| Période                                  | Période                        | Identité             | Étiquette | Qualité                                                                |
| ---------------------------------------- | ------------------------------ | -------------------- | --------- | ---------------------------------------------------------------------- |
| Les données manquantes sont à compléter. |                                |                      |           |                                                                        |
| 1959                                     | 1989                           | Jacques Béchard      |           |                                                                        |
| avant 1995                               | 2008                           | Albert Montagnac     |           |                                                                        |
| 2008                                     | mars 2023                      | Henri Caldairou      |           | Vice-président de la CC du pays bellegardien (? → 2023) Démissionnaire |
| juin 2023                                | En cours (au 30 novembre 2023) | Élisabeth Jeambenoit |           | Professeure de français retraité                                       |

## Équipements et services publics

### Santé

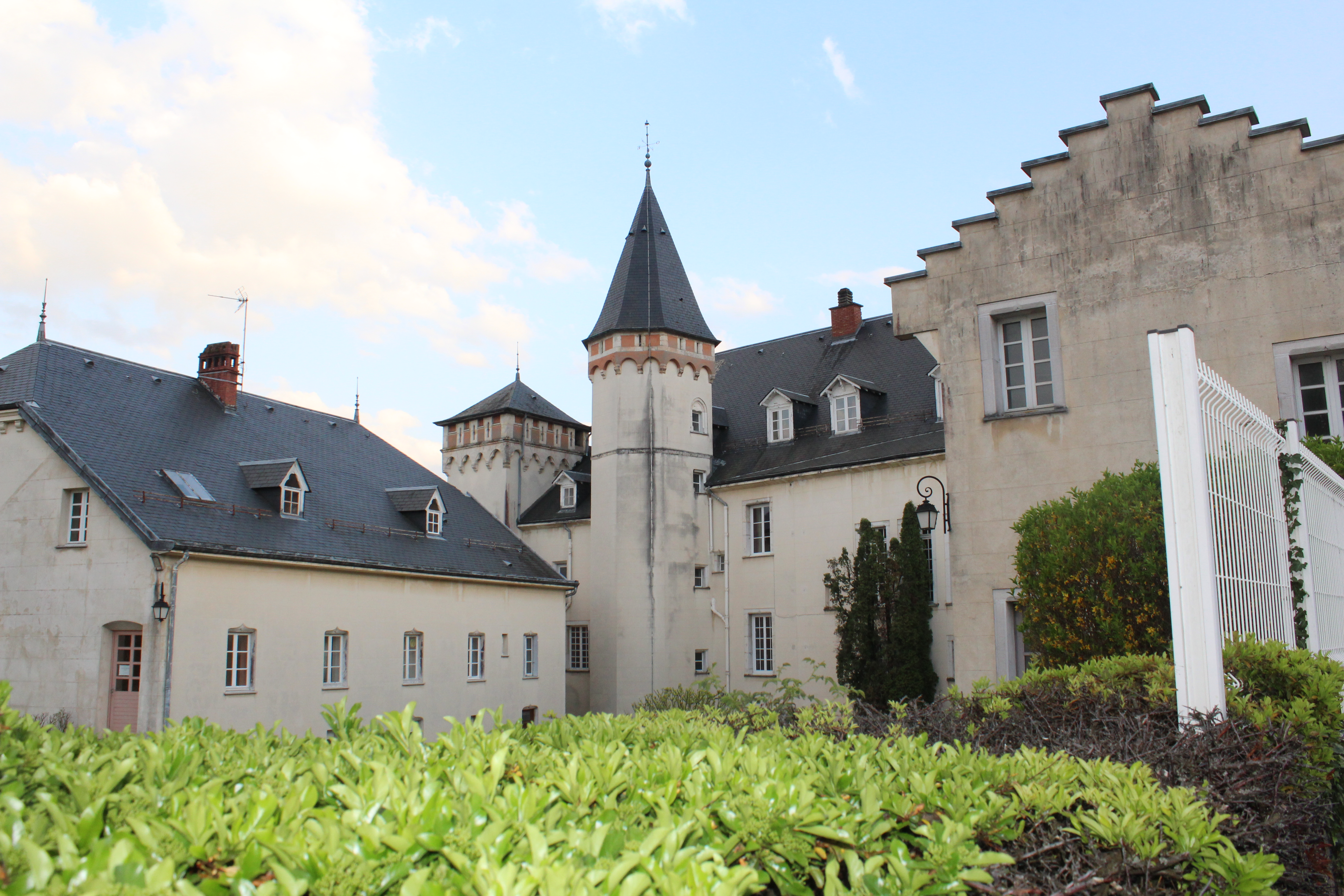
Le château des Quinsonnas.

Chanay accueille sur son territoire, un des principaux centres cliniques de la Mutuelle générale de l'Éducation nationale (MGEN), qui traite les problèmes de santé liés à l'adolescence. Ce centre est installé dans le Château des Quinsonnas, au centre du Bourg.

## Population et société

### Démographie
L'évolution du nombre d'habitants est connue à travers les recensements de la population effectués dans la commune depuis 1793. Pour les communes de moins de 10 000 habitants, une enquête de recensement portant sur toute la population est réalisée tous les cinq ans, les populations de référence des années intermédiaires étant quant à elles estimées par interpolation ou extrapolation. Pour la commune, le premier recensement exhaustif entrant dans le cadre du nouveau dispositif a été réalisé en 2007.

En 2022, la commune comptait 595 habitants, en évolution de −6 % par rapport à 2016 (Ain : +5,15 %, France hors Mayotte : +2,11 %).
| 1793 | 1800 | 1806 | 1821 | 1831 | 1836 | 1841 | 1846 | 1851 |
| ---- | ---- | ---- | ---- | ---- | ---- | ---- | ---- | ---- |
| 532  | 535  | 620  | 623  | 716  | 707  | 737  | 697  | 780  |

| 1856 | 1861 | 1866 | 1872 | 1876 | 1881 | 1886 | 1891 | 1896 |
| ---- | ---- | ---- | ---- | ---- | ---- | ---- | ---- | ---- |
| 668  | 766  | 756  | 700  | 690  | 637  | 616  | 610  | 600  |

| 1901 | 1906 | 1911 | 1921 | 1926 | 1931 | 1936 | 1946 | 1954 |
| ---- | ---- | ---- | ---- | ---- | ---- | ---- | ---- | ---- |
| 582  | 575  | 519  | 553  | 440  | 456  | 481  | 594  | 651  |

| 1962 | 1968 | 1975 | 1982 | 1990 | 1999 | 2006 | 2007 | 2012 |
| ---- | ---- | ---- | ---- | ---- | ---- | ---- | ---- | ---- |
| 499  | 472  | 464  | 426  | 410  | 573  | 601  | 602  | 636  |

| 2017 | 2022 | - | - | - | - | - | - | - |
| ---- | ---- | - | - | - | - | - | - | - |
| 625  | 595  | - | - | - | - | - | - | - |

## Culture locale et patrimoine

### Lieux et monuments
- Ruines du château de Dorches  Inscrit MH (1927)[24]. Les ruines situées à 2 km au sud-sud-est du bourg, sont les restes du château élevé vers 1116 par les sires de Balmey qui en prennent alors le nom. En 1257, Hugonet de Dorche en rend hommage au comte de Savoie[25].
- Anciennes mines et usine d'asphalte au hameau de Pyrimont.
- Château de Chanay du XIVe siècle, reconstruit au XIXe siècle  Inscrit MH (1987, Partiel)[26]. Cette ancienne maison forte de Chanay-d'Izernore est bâtie par Philippe de Bussy vers 1350. Restauré par le comte de Quinsonas, il est considéré comme l'un des plus beaux du Bugey.
- Château des Quinsonnas.
- Col de Richemond.
- Église Saint-Victor de Chanay.
- La statue de la Vierge, érigée en 1856, et qui porte une plaque commémorative des habitants morts pour la patrie lors de la Guerre franco-allemande de 1870,

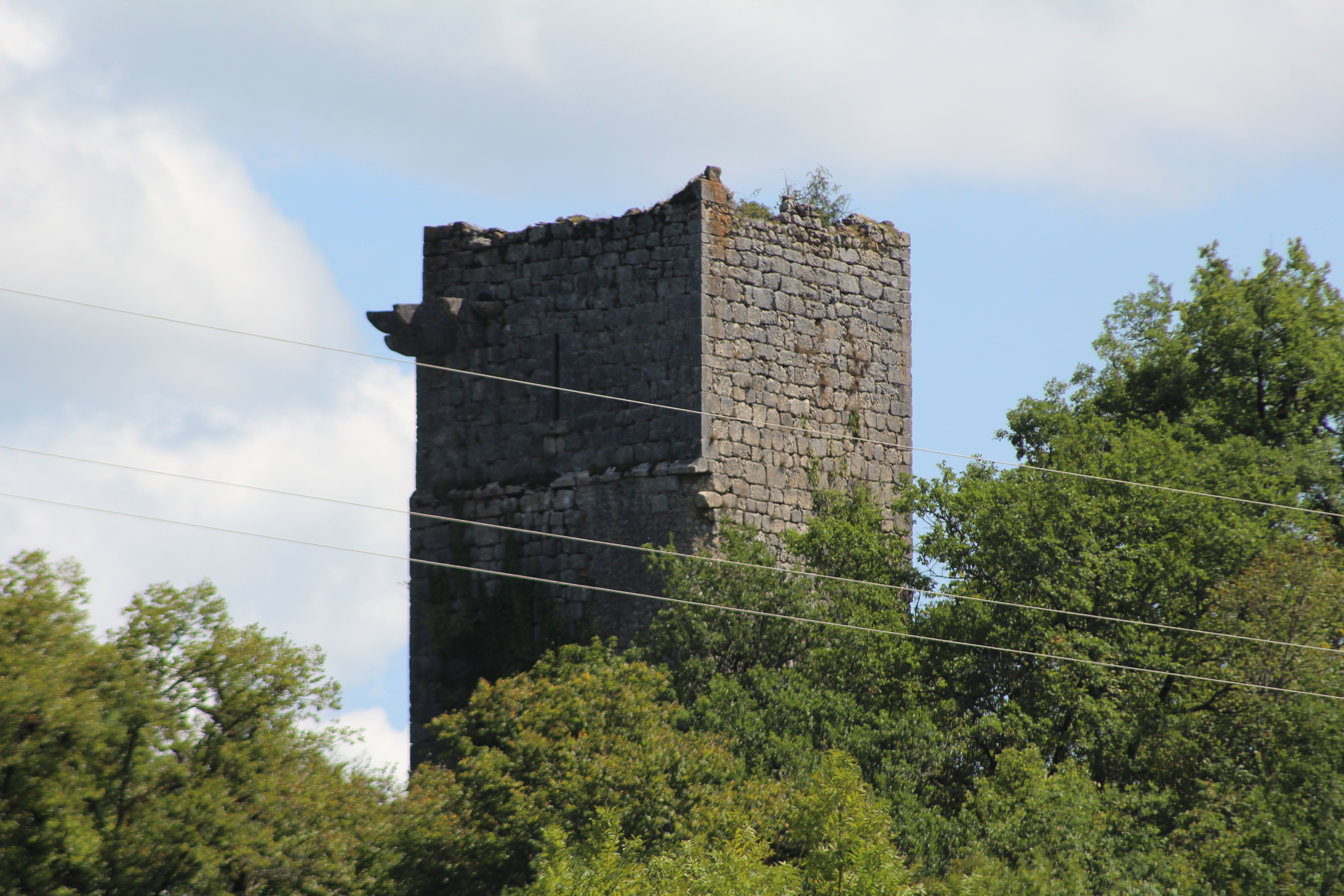
Donjon du château de Dorches.
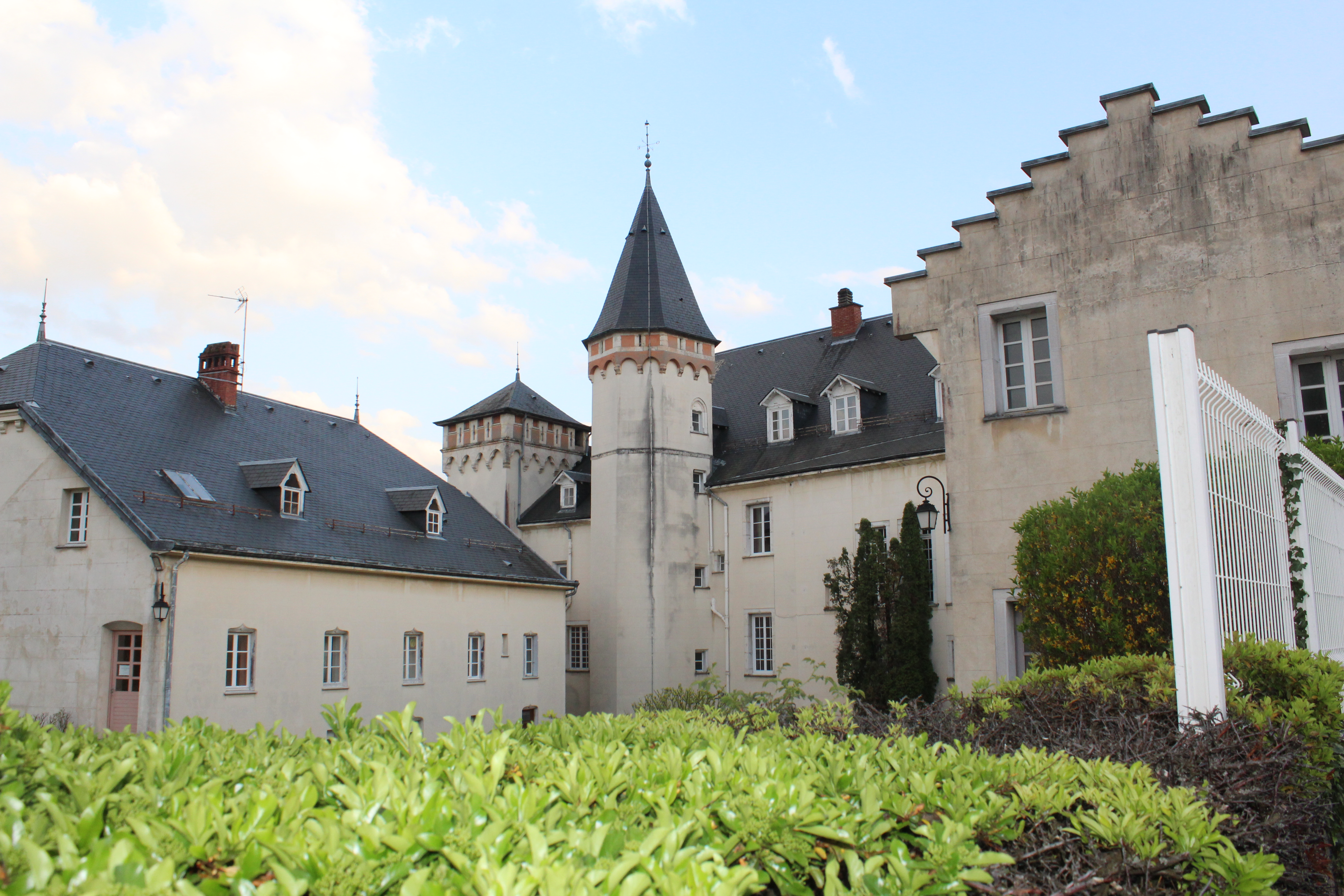
Le château de Quinsonnas.
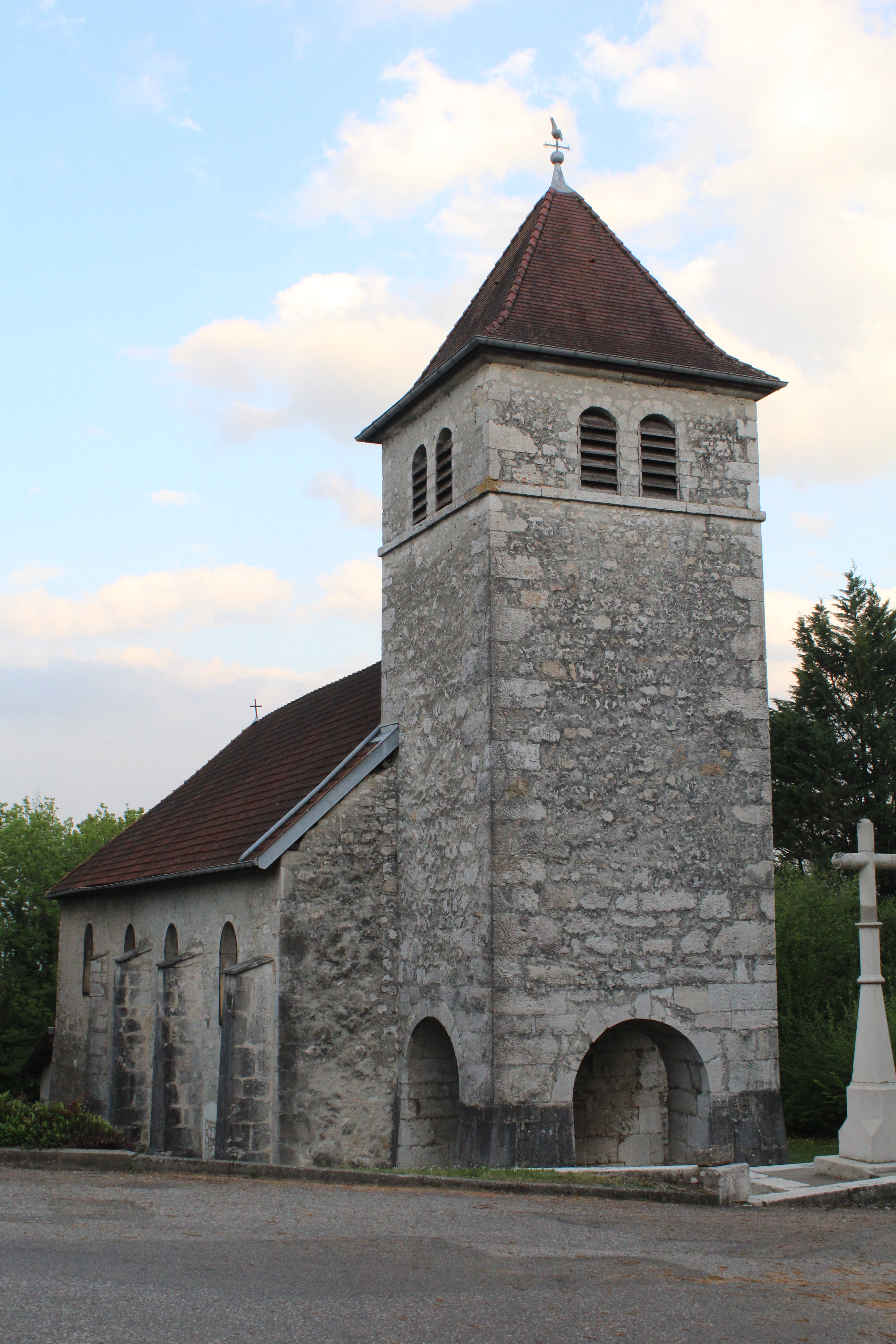
L'église Saint-Victor.
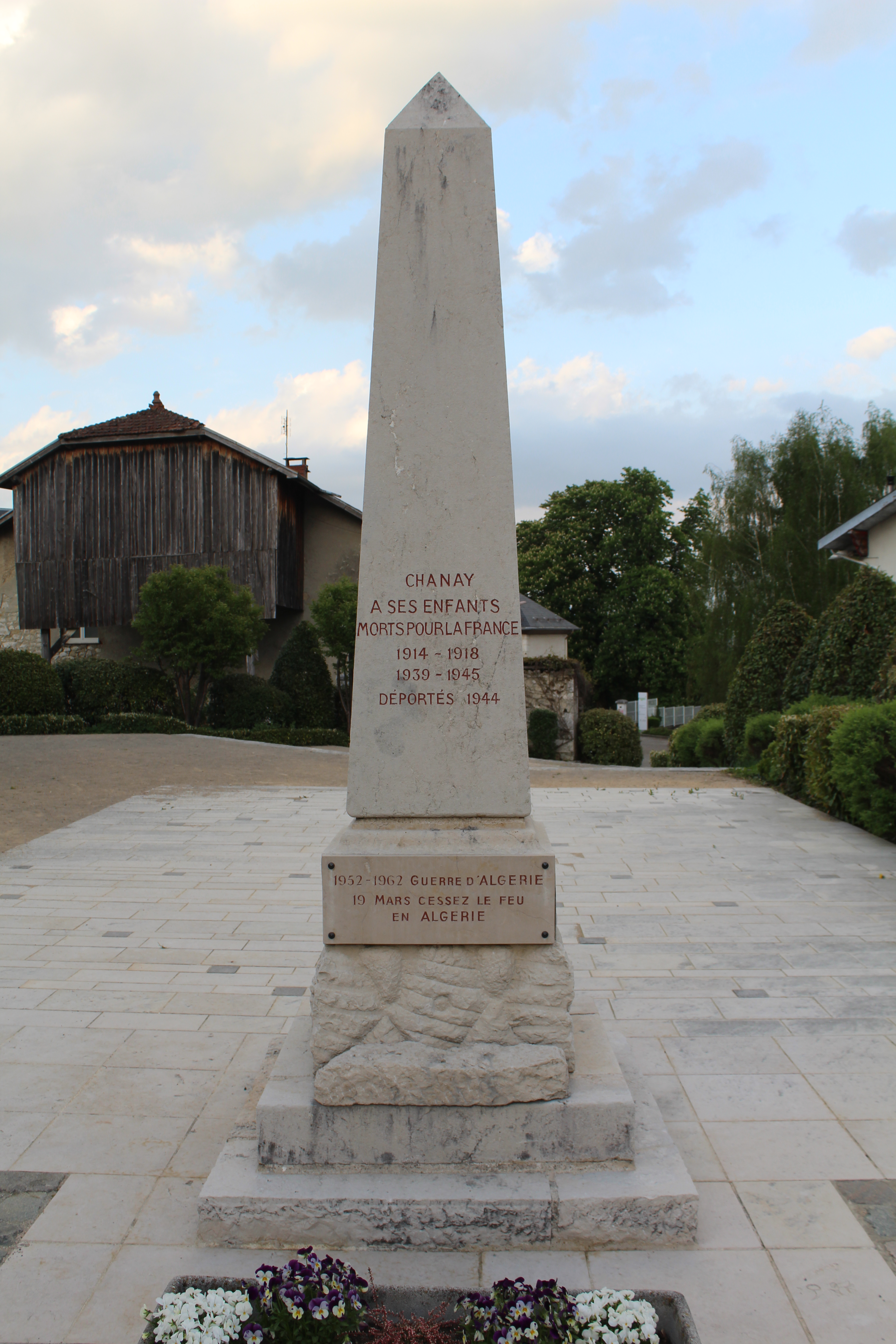
Le monument aux morts.
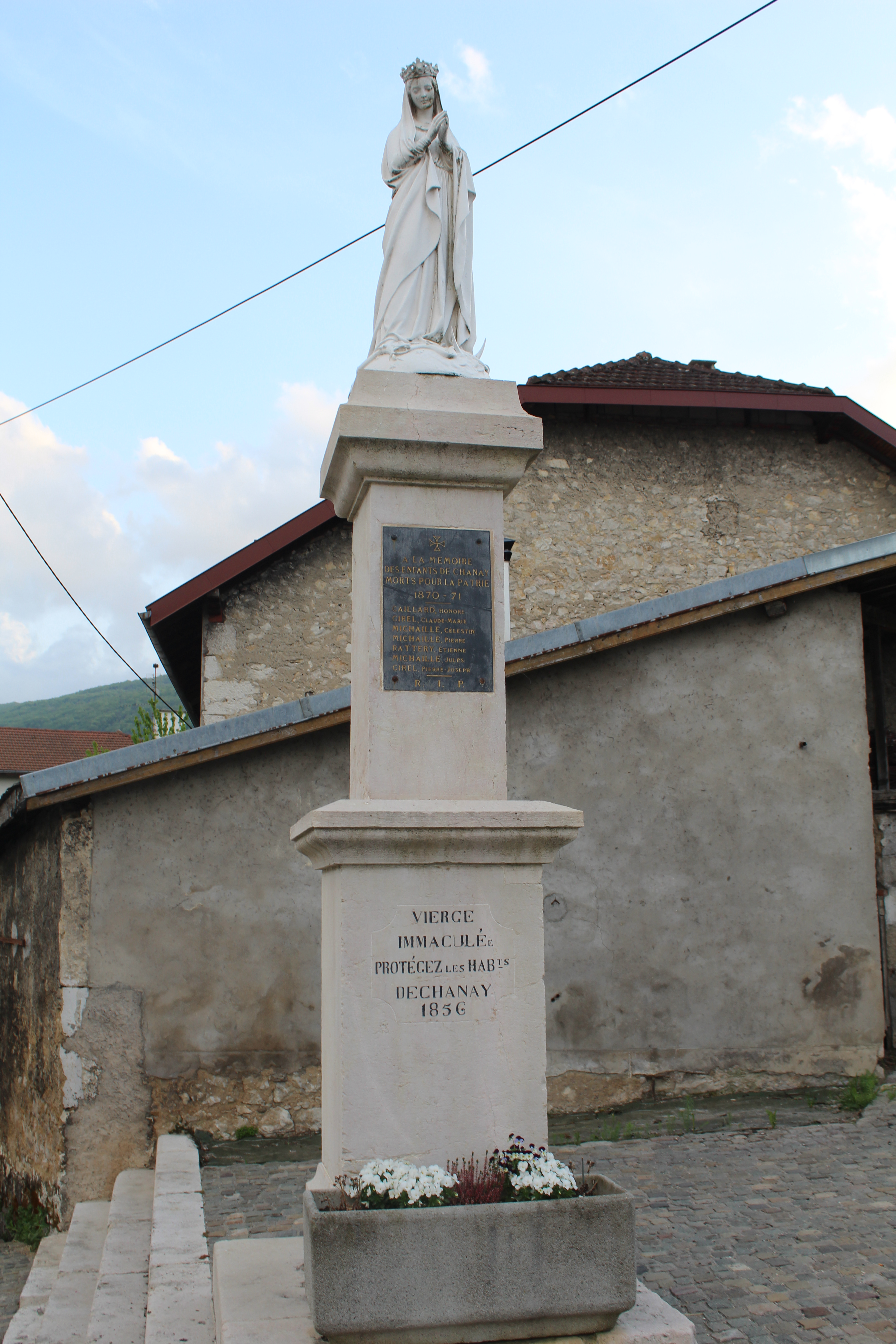
La statue de la Vierge.